# Armoriale delle famiglie italiane (Guf-Guz)
Questo è l'armoriale delle famiglie italiane il cui cognome inizia con le lettere che vanno da Guf a Guz.

## Armi

### Guf
| Stemma | Casato e blasonatura |
| ------ | --- |
|        | Guffanti, rispettivamente "von Guffanti" (Como, Milano, Novara, Bergamo e Varese, nonché nei Cantoni svizzeri del Ticino e di Zurigo) Partito: "troncato di porpora con doppie bertesche guelfe d'argento, in fascia al capo dell'Impero" Motto: Ius dico atque patriam custodio Inserimento nello Stemmario di Marco Cremosano - Redatto tra il 1672 ed il 1691 - Tomo II - Lettera G (citato in (8) – pag. 69) (citato presso l'archivio di Stato dei Grigioni (doc. StAGR CB II 1360 e 14) come "Von Guffanti", rispettivamente nelle versioni germanizzate di "von Juvalta" e "Jufalten") Esaustive informazioni genealogiche ed araldiche su: www.guffanti.altervista.org |
|        | Gufoni (Firenze) Di..., all'uccello (gufo) posato di... (citato in (15)) |
|        | Gufoni (Toscana) (DE) In Blau 1 auf 1 naturfarbenen Ast sitzende hersehende naturfarbene Eule mit goldenen Beinen (citato in (28)) |
|        | Gufredis de Homate (la blasonatura non è stata ancora caricata) (citato in DAlena) |

### Gug
| Stemma | Casato e blasonatura |
| ------ | --- |
|        | Gugert (Germania, Svizzera, Vienna) interzato in palo: nel 1º d'oro alla fascia accompagnata da due rose, il tutto di rosso; nel 2º d'argento alla chiave d'oro rivoltata; nel 3º d'azzurro a due teste di cervo al naturale, una sull'altra poste di mezzo profilo (citato in (4) – Vol. III pag. 623) chiave di argento posta in palo ingegno a destra su palo di argento su partito di oro e di azzurro - fascia di rosso accompagnata da - 2 rose dello stesso poste in palo su oro - 2 teste di cervo al naturale poste in palo su azzurro (citato in LEOM) Motto: Fortitudine vincit |
|        | Guggenberg (Bressanone) Titoli: Nobile del S. R. I. col predicato di Riedhofen di rosso, alla banda d'argento caricata dio un cavallo di nero, sbrigliato e corrente lungo la banda, accompagnata in capo ed in punta da un trifoglio d'oro (citato in (4) – Vol. III pag. 624) cavallo di nero corrente su banda di argento su rosso - 2 trifogli posti in sbarra di oro su rosso (citato in LEOM) Cimiero:il cuculo al naturale poggiato su una campagna di verde fra due semivoli, quello a destra di nero legato in mezzo da un nastro d'argento, quello a sinistra di rosso, caricato di un trifoglio d'oro |
|        | Guggino (Bivona, Palermo) Titolo: barone di Guasto, nobili dei baroni di Guasto troncato semipartito: al 1º d'azzurro, all'albero al naturale accostato da due braccia destro e sinistro, armati al naturale, con le mani di carnagione uscenti dai fianchi dello scudo, quella di destra in banda, l'altra in sbarra; l'albero sormontato da tre stelle di otto raggi d'oro, ordinate in fascia; al 2º d'azzurro, alla gallina ferma sopra la pianura erbosa, sinistrata da un albero nodrito nella stessa pianura, il tutto la naturale; al 3º d'argento, a tre pali d'azzurro (citato in (4) – Vol. III pag. 624, in (19), in Mango e in (25)) 2 braccia destre armate al naturale uscenti dai lati opposti quello di destra capovolto su azzurro - albero al naturale uscente dalla troncatura su azzurro - 3 stelle (8 raggi) di oro poste in fascia in alto su azzurro - gallina al naturale su terrazzo dello stesso affiancata a destra da - un albero nodrito sulla stessa pianura su azzurro - 3 pali di azzurro su argento (citato in LEOM) Notizie storiche in Famiglie nobili di Sicilia. |
|        | Guglialferri (Firenze) D'oro, all'aquila dal volo abbassato di nero, armata e lampassata di rosso (citato in (15)) |
|        | Guglielmetti (Giaveno) Titolo: consignori di Giaveno D'oro, a due fasce di rosso, con un monte d'azzurro, di tre vette, in punta (citato in (18)) |
|        | Guglielmetti (Mondovì ?) D'azzurro, al grifone d'oro, con il capo del secondo, carico di un'aquila coronata, di nero (citato in (18)) |
|        | Guglielmi d'azzurro alla guglia d'argento sostenente un elmo piumato al naturale attraversata da una banda di rosso accostata da due gigli d'oro (citato in (4) – Vol. III pag. 625) |
|        | Guglielmi (Roma, Civitavecchia) d'azzurro alla guglia sostenente un elmo, il tutto al naturale; la guglia fondata nella campagna di verde (citato in (4) – Vol. III pag. 628) guglia cimata da un elmo di profilo tutto al naturale su terrazzo di verde su azzurro (citato in LEOM) |
|        | Guglielmi (Roma) di azzurro alla guglia di argento terrazzata di verde, sostenente un elmo piumato al naturale, attraversato da una banda di rosso accostata da due gigli d'oro (citato in (4) – Vol. III pag. 626) banda di rosso su - guglia di argento su terrazzo di verde cimata da un elmo di profilo di argento piumato al naturale su azzurro - 2 gigli di oro posti in sbarra su azzurro (citato in LEOM) |
|        | Guglielmi (Iesi, Modena) di azzurro alla guglia di argento sostenuta da due palle dello stesso, coronata d'oro con la banda di rosso attraversante, a sua volta accompagnata da due gigli d'oro ordinati in sbarra, uno sopra e l'altro sotto (citato in (4) – Vol. III pag. 626 e pag. 627) banda di rosso su - guglia di argento posta su 2 sostegni a forma di palla dello stesso su azzurro - tale guglia coronata di oro - 2 gigli di oro posti in sbarra su azzurro (citato in LEOM) |
|        | Guglielmi (Roma) partito: 1º d'azzurro alla guglia d'argento sostenente un elmo piumato al naturale attraversata da una banda di rosso accostata da due gigli d'oro (Guglielmi); 2 º di oro alla torre di rosso piantata su di un'isola dello stesso movente da un mare agitato d'azzurro e accompagnata da 3 stelle d'azzurro ordinate in fascia (Guglielmi dell'Isola Rossa) (citato in (4) – Vol. III pag. 625) banda di rosso su - guglia di argento uscente dalla punta cimata da un elmo piumato al naturale di profilo su azzurro - 2 gigli di oro posti in sbarra su azzurro - torre di rosso su roccia dello stesso su mare agitato al naturale su oro - 3 stelle (5 raggi) di azzurro poste in fascia in alto su oro (citato in LEOM) alias d'azzurro alla banda in divisa di rosso, accompagnata da due gigli d'argento, uno nel cantone sinistro del capo, l'altro nel cantone destro (citato in (4) – Vol. III pag. 625) banda di rosso accompagnata da - 2 gigli posti in sbarra di argento su azzurro (citato in LEOM)                                                                  |
|        | Guglielmi (Firenze) Inquartato: nel 1° e 4° d'azzurro, a dieci crocette d'oro, 3.2.3.2; nel 2° e 3° troncato dei due smalti, a tre pannocchie (o papaveri) sradicate e attraversanti al naturale, ordinate l'una accanto all'altra (citato in (15)) |
|        | Guglielmi (Pistoia) D'argento, alla croce d'oro bordata di nero (citato in (15)) |
|        | Guglielmi (Siena) D'azzurro, alla banda di rosso bordata d'oro, accompagnata da due gigli dello stesso, 1.1 alias Inquartato: nel 1° e 4° d'azzurro, alla banda di rosso accompagnata da due gigli d'oro, 1.1; nel 2° e 3° d'azzurro, alla fascia d'oro sostenente un uccello posato di..., e accompagnata in punta da un monte di tre cime di..., e al capo dell'Impero alias D'azzurro, all'obelisco (o guglia) d'argento coronato d'oro e accompagnato da due gigli dello stesso, uno nel cantone sinistro del capo e l'altro nel cantone destro della punta; e alla banda di rosso attraversante sul tutto (citato in (15) e in DAlena) |
|        | Guglielmi (Pinerolo) Troncato cuneato di tre pezzi e due mezzi d'oro e d'azzurro, il secondo alla stella del primo Motto: Sans outrage (citato in (18)) |
|        | Guglielmi (Roma) (la blasonatura non è stata ancora caricata) (Immagine nell' Archivio Storico Capitolino (PDF) (archiviato dall'url originale il 4 marzo 2016).) |
|        | Guglielmi Balleani (Iesi) partito: nel 1º di azzurro alla guglia di argento sostenuta da due palle dello stesso, coronata d'oro con la banda di rosso attraversante, a sua volta accompagnata da due gigli d'oro ordinati in sbarra, uno sopra e l'altro sotto (Guglielmi); nel 2º di argento alla fascia di rosso, accompagnata in capo da un sinistrocherio uscente dalla sinistra dello scudo, vestito di rosso e tenente con la mano di carnagione un arbusto di verde accostato da due stelle (8) d'oro, e in punta da un tronco di verde nodoso, posto in banda (Baleani) (citato in (4) – Vol. III pag. 626) banda di rosso su - guglia di argento posta su 2 sostegni a forma di palla dello stesso su azzurro - tale guglia coronata di oro - 2 gigli di oro posti in sbarra su azzurro - fascia di rosso su argento - avambraccio destro vestito di rosso uscente da destra afferrante con la mano di carnagione un arbusto di verde affiancato in alto da - 2 stelle (8 raggi) di oro su argento - tronchetto di albero nodoso di verde posto in banda su argento in basso (citato in LEOM) |
|        | Guglielmi del Lion Nero (Firenze) Di vaio pieno (citato in (15)) |
|        | Guglielmi dell'Isola Rossa di oro alla torre di rosso piantata su di un'isola dello stesso movente da un mare agitato d'azzurro e accompagnata da 3 stelle d'azzurro ordinate in fascia (citato in (4) – Vol. III pag. 625) |
|        | Guglielmini (Pisa) Di..., al leone di... e alla banda diminuita attraversante di... (citato in (15)) |
|        | Guglielmo o Guillermo (Tempio) di azzurro alla colomba, volante in banda, tenente col becco un ramoscello di olivo e colle zampe un piede umano, il tutto al naturale (citato in (4) – Vol. III pag. 628 e in DAlena) colomba della pace in volo tenente con le zampe un piede umano tutto al naturale su azzurro (citato in LEOM) |
|        | Guglielmo (Molfetta) d'argento, alla palma al naturale, sostenuta da una campagna di verde, accostata da due leoni d'oro controrampanti e affrontati Motto: Ex avulsa florescunt (citato in ) |
|        | Guglielmo di Baccarino (Firenze) Troncato: nel 1° d'azzurro, al sole d'oro; nel 2° bandato di sei pezzi d'oro e d'argento (citato in (15)) |
|        | Guglielmoni (Compiano) (la blasonatura non è stata ancora caricata) (citato in DAlena) |
|        | Guglielmus (Toscana) (DE) In Silber 1 roter Balken, oben besetzt mit 1 schreitenden schwarzen Vogel und unten begleitet von 2 gekreuzten roten Keulen (citato in (28)) |
|        | Guglienzi (Verona) tagliato di oro e di nero - capo d'Impero - campagna di oro (citato in LEOM) |
|        | Guglieri (Piacenza) d'azzurro alla guglia d'argento, col capo d'oro caricato di un'aquila di nero al volo spiegato (citato in (4) – Vol. III pag. 628) guglia di argento uscente dalla punta su azzurro - aquila di nero su oro in capo (citato in LEOM) |
|        | Gugno (Venezia) (FR) D'azur, au chef d'argent, ch. de trois épis feuillés d'or, celui du milieu posé en pal, les deux à dextre et à senestre courbés vers les flancs. (citato in http://www.euraldic.com/lasu/bl/bl_g_ug.html) |

### Guib
| Stemma | Casato e blasonatura |
| ------ | --- |
|        | Guibert (Fiesole) inquartato: al primo, di oro all'aquila al volo spiegato di nero coronata di oro; al secondo di argento alle tre stelle a 5 raggi di oro ordinate in fascia; al terzo, scaccato di argento e di rosso; al quarto, di azzurro alla ghirlanda fogliata di argento (citato in (4) – Vol. III pag. 629) Inquartato: nel 1° d'oro, all'aquila dal volo spiegato di nero, coronata del campo; nel 2° d'argento, a tre stelle a cinque punte d'oro, ordinate in fascia; nel 3° scaccato d'argento e di rosso; nel 4° d'azzurro, alla corona di quercia (o ghirlanda) d'argento (citato in (15)) aquila di nero coronata di oro su oro - 3 stelle (5 raggi) di oro poste in fascia su argento - scaccato di argento e di rosso - ghirlanda di alloro di argento su azzurro (citato in LEOM) |
|        | Guibert o Ghiberto (Nizza) D'argento, alla banda d'azzurro, carica di una mezzaluna del campo, crescente, accompagnata da due stelle, d'oro alias Inquartato, al 1° e 4° di rosso, al cannone d'oro, posto in palo, al 2° e 3° d'argento, alla banda d'azzurro, carica di una mezzaluna del campo, crescente, accompagnata da due stelle, d'oro Motto: Hostium spoliis - Vigilantia et labor (citato in (18)) |

### Guic
| Stemma | Casato e blasonatura |
| ------ | --- |
|        | Guicciardi (Valtellina) interzato in fascia: 1º d'oro all'aquila di nero; 2º d'argento al castello di verde; 3º partito a destra di rosso a due fasce d'oro, a sinistra palato di rosso e d'oro (citato in (4) – Vol. III pag. 629) aquila di nero su oro - castello a 2 torri di verde su argento - 2 fasce di oro su rosso - palato di rosso e di oro (citato in LEOM) Motto: Succumbat virtuti fraus |
|        | Guicciardi (Modena) troncato: nel 1º di azzurro a tre cherubini al naturale, male ordinati, accompagnati da quattro stelle (6) d'oro, tre male ordinate al di sopra dei cherubini ed una al di sotto del cherubino di mezzo; nel 2º fasciato di oro e di rosso (citato in (4) – Vol. III pag. 630) 3 cherubini al naturale posti 1,2 accompagnati da 4 stelle (6 raggi) di oro di cui 3 in alto poste 1,2 e una in basso tutto su azzurro - fasciato di oro e di rosso (citato in LEOM) Cimiero: un putto ignudo al naturale in maestà, nascente e tenente nella destra una banderuola bifida d'argento svolazzante a sinistra col motto in lettere maiuscole nere: Splendor noster a Deo |
|        | Guicciardi (Firenze) Di rosso, al leone d'oro (citato in (15)) |
|        | Guicciardi (Firenze) D'oro pieno, al capo scaccato d'azzurro e d'argento (citato in (15)) |
|        | Guicciardi (Pisa) Trinciato ondato di rosso e d'oro, a due stelle a otto punte dell'uno nell'altro (citato in (15)) |
|        | Guicciardi (Cesena) (la blasonatura non è stata ancora caricata) (citato in BLCW) Immagine in Blasone Cesenate. |
|        | Guicciardini (Firenze) d'azzurro, a tre corni da caccia o guicciarde d'argento posti in fascia l'uno sull'altro imbeccati e guarniti d'oro, legati di rosso (citato in (2) – pag. 179 e pag. 305, in (6) - pag. 47 e in DAlena) d'azzurro a tre corni da caccia d'argento, orlati e imboccati d'oro, legati di rosso, appesi uno sopra l'altro (citato in (4) - Vol. III pag. 630) 3 corni da caccia di argento posti un sull'altro imboccati e legati di rosso su azzurro (citato in LEOM'LEOM') (Immagine nella Raccolta stemmi Trippini (JPG).) |
|        | Guicciardini (Firenze) D'azzurro, a tre corni da caccia d'argento, imboccati e guarniti d'oro e legati di rosso, ordinati l'uno sull'altro (citato in (15)) (DE) In Blau 3 rotbebandete goldbeschlagene silberne Jagdhörner pfahlweise (citato in (28)) alias D'azzurro, a tre corni da caccia d'argento, imboccati e guarniti d'oro e legati di rosso, ordinati l'uno sull'altro, i corni accompagnati in capo da un tortello di rosso bordato d'oro, caricato di un grifo dello stesso (citato in (15)) alias D'azzurro, a tre corni da caccia d'argento, imboccati e guarniti d'oro e legati di rosso, ordinati l'uno sull'altro, i corni accompagnati in capo dalle insegne pontificie (citato in (15)) alias Inquartato: nel 1° e 4° d'azzurro, a tre corni da caccia d'argento, imboccati e guarniti d'oro e legati di rosso, ordinati l'uno sull'altro; nel 2° e 3° partito: a/ troncato di verde e di rosso, al leone dell'uno all'altro e alla banda attraversata d'argento, b/ d'argento, a tre bande doppiomerlate di rosso (citato in (15)) |
|        | Guicciardini Corsi Salviati (Firenze) inquartato: al 1º e 4º di Guicciardini, che è di azzurro a tre corni da caccia, di argento, orlati e imboccati d'oro, legati di rosso, appesi uno sopra l'altro; al 2º e 3º partito di Corsi e di Salviati, cioè nel 1º di Corsi, che è troncato di verde e di rosso, al leone dell'uno all'altro con la banda d'argento, in divisa, attraversante sul tutto; nel 2º di Salviati, che è d'argento a tre bande di rosso, doppio merlate (citato in (4) – Vol. III pag. 634) 3 corni da caccia di argento posti un sull'altro imboccati e legati di rosso su azzurro - banda di argento su - leone rampante troncato di rosso e di verde su troncato di verde e di rosso - 3 bande doppiomerlate di rosso su argento (citato in LEOM) Motto: Quand a Dieu plaira |
|        | Guicciardini Corsi Salviati (Firenze) 3 corni da caccia di argento un sull'altro su azzurro - banda di argento su - leone rampante troncato di rosso e di verde su troncato di verde e di rosso - 3 bande doppiomerlate di rosso su argento (citato in LEOM) |
|        | Guiccioli (Ravenna) di rosso al leone scaccato d'argento e d'azzurro (citato in (2) – pag. 172, in (4) - Vol. III pag. 635, in (6) - pag. 107 e in DAlena) leone rampante scaccato di argento e di azzurro su rosso (citato in LEOM) |
|        | Guiccioli partito: nel 1º d'oro a tre pali di rosso (Lambertini) nel 2º di rosso, al leone scaccato d'argento e d'azzurro (Guiccioli) col capo d'azzurro, al calice d'oro e due colombe d'argento affrontate, in atto di bere dal calice, il calice sormontato dalla cometa ondeggiante d'oro (Camaldoli) (citato in (6) – pag. 107) |
|        | Guicioli (Cesena) (la blasonatura non è stata ancora caricata) (citato in BLCW) Immagine in Blasone Cesenate. |

### Guid
| Stemma | Casato e blasonatura |
| ------ | --- |
|        | Guidacci (Firenze) D'argento, alla banda di losanghe accollate d'azzurro (citato in (15)) |
|        | Guidacci (Firenze) 6 losanghe allungate (fusi) posti in banda di azzurro su argento (citato in LEOM) |
|        | Guidalosti (Pistoia) Di rosso, all'albero sradicato al naturale e alla banda attraversante d'oro alias Trinciato d'azzurro e di rosso, all'albero sradicato attraversante di verde e alla banda d'oro attraversante sul tutto (citato in (15)) |
|        | Guidalotti (Firenze) D'argento, al volo levato di rosso (citato in (15)) (DE) In Silber 1 rotes Flügelpaar (citato in (28)) |
|        | Guidalotti o Guidalotti del Migliaccio (Toscana) (DE) In Silber 1 blauer Flügel (citato in (28)) |
|        | Guidalotti (Firenze) D'argento, alla rotella di rosso (citato in (15)) |
|        | Guidalotti Bombaroni (Firenze) D'oro, al semivolo levato d'azzurro alias D'oro, al semivolo levato d'azzurro, caricato di una crocetta patente del campo (citato in (15)) |
|        | Guidalotti da Sommaia (Firenze) D'oro, a due spade basse decussate d'azzurro (citato in (15)) |
|        | Guidalotto o Di Ser Guidalotto (Toscana) (DE) In Gold 1 schwarzer Flügel (citato in (28)) |
|        | Guidalotto da Lucardo (Firenze) Di..., al leone di... (citato in (15)) |
|        | Guidarelli (Ravenna) d'argento, al leone evirato di nero (citato in (2) – pag. 243 e in (6) - pag. 126) |
|        | Guidarelli (Firenze) Di..., al leone di... (citato in (15)) |
|        | Guidarelli (Siena) D'argento, a tre torri di rosso, fondate ciascuna su un monte di tre cime d'azzurro, 1.2 (citato in (15)) |
|        | Guidatti (Cesena) (la blasonatura non è stata ancora caricata) (citato in BLCW) Immagine in Blasone Cesenate. |
|        | Guidazzi (Cesena) (la blasonatura non è stata ancora caricata) (citato in BLCW) Immagine in Blasone Cesenate. |
|        | Guidelli d'azzurro, al leone di argento linguato e fasciato, d'un pezzo, di rosso; col capo cucito del campo, carico di cinque pali di rosso e fra questi quattro gigli di argento (citato in (4) – Vol. III pag. 636) |
|        | Guidelli (Siena) Di..., all'aquila dal volo abbassato di... (citato in (15)) |
|        | Guidelli da Sesto (Firenze) D'azzurro, al monte di sei cime d'oro, sormontato da un compasso aperto d'argento alias Di nero, al monte di sei cime d'oro, sormontato da un compasso aperto d'argento alias D'azzurro, alla fascia di..., accompagnata in capo da un compasso aperto d'argento, e in punta da un monte di sei cime d'oro alias Di nero, alla fascia di..., accompagnata in capo da un compasso aperto d'argento, e in punta da un monte di sei cime d'oro (citato in (15)) |
|        | Guidelli Guidi (Modena) Titoli: Conte inquartato al 1º e 4º d'azzurro, al leone di argento linguato e fasciato, d'un pezzo, di rosso; col capo cucito del campo, carico di cinque pali di rosso e fra questi quattro gigli di argento (Guidelli); al 2º e 3º di rosso al leone d'oro (Conti Guidi) (citato in (4) – Vol. III pag. 636) |
|        | Guidelli Conti Guidi (Modena) leone rampante di argento fasciato di rosso su azzurro - 3 pali di rosso alternati a 4 gigli di argento su azzurro in capo - leone rampante di oro su rosso (citato in LEOM) |
|        | Guidelli Ghisoni (Modena, Reggio Emilia) partito: al 1º d'azzurro al leone rampante d'oro; al 2º troncato: sopra, di oro all'aquila di nero col volo abbassato. Sotto: di azzurro al crescente montante di argento, sormontato da tre stelle a sei punte d'oro, male ordinate (citato in (4) – Vol. III pag. 637) leone rampante di oro su azzurro - aquila di nero ali abbassate (volo) su oro posta sulla troncatura - luna montante di argento sormontata da - 3 stelle (6 raggi) di oro poste 1,2 su azzurro (citato in LEOM) |
|        | Guideri (Cesena) (la blasonatura non è stata ancora caricata) (citato in BLCW) Immagine in Blasone Cesenate. |
|        | Guidetti (Firenze) Palato di sei pezzi d'argento e d'azzurro (citato in (15)) alias Palato di sei pezzi d'argento e d'azzurro, al lambello a sei pendenti attraversante in capo di rosso (citato in (15)) alias Palato di sei pezzi d'argento e d'azzurro, al lambello a tre pendenti attraversante in capo di rosso (citato in (15)) alias D'argento, a tre pali d'azzurro e al lambello a quattro pendenti attraversante in capo di rosso (citato in (15)) (DE) In Silber 3 blaue Pfähle, in der Schildhauptstelle überdeckt von 1 dreilätzigen roten Turnierkragen (citato in (28)) |
|        | Guidetti o Guidetto (Strambino, Ivrea, Torino) Scaccato d'argento e d'azzurro, con il capo del secondo, carico di tre stelle del primo, ordinate in fascia Motto: Astris ducibus (citato in (18)) |
|        | Guidi (Volterra) inquartato: in croce di S. Andrea di argento e di rosso (citato in (4) – Vol. III pag. 641) inquartato in croce di Sant'Andrea di argento e di rosso (citato in LEOM) (DE) Silber-rot schräggeviert (citato in (28)) |
|        | Guidi (S. Benedetto del Tronto, Roma) di azzurro alla fascia di rosso cucita, e accompagnata in capo da una stella di sei raggi di argento, e in punta da un giglio d'oro (citato in (4) – Vol. III pag. 641) fascia di rosso su azzurro - stella (6 raggi) di argento in alto su azzurro - giglio di oro in basso su azzurro (citato in LEOM) |
|        | Guidi (Siena) D'oro, alla fascia d'azzurro caricata di tre stelle a sei punte del campo (citato in (15)) |
|        | Guidi (Siena) D'oro, alla croce di sant'Andrea d'azzurro (citato in (15)) |
|        | Guidi (Pistoia) Partito d'oro e di rosso, al capo attraversante d'azzurro caricato di un crescente rovesciato d'argento (citato in (15)) |
|        | Guidi (Firenze) Partito: nel 1° d'azzurro, a tre fasce ondate d'argento; nel 2° di rosso pieno (citato in (15)) |
|        | Guidi (Firenze) D'argento, al leone di rosso, e alla banda diminuita attraversante d'azzurro, caricata di tre rose d'oro (citato in (15)) |
|        | Guidi (Firenze) D'azzurro, al grifone d'argento, tenente un giglio d'oro (citato in (15) e in DAlena) |
|        | Guidi (Firenze) D'azzurro, al cervo d'oro coricato sul terreno al naturale, al piede di un albero di verde, nodrito sul terreno stesso alias D'argento, seminato di gigli d'oro, al cervo dello stesso, coricato al piede di un albero sradicato di verde (citato in (15)) |
|        | Guidi (Firenze) D'azzurro seminato di gigli d'oro, con un cervo giacente ai piedi di una quercia al naturale (citato in DAlena) |
|        | Guidi (Volterra, Firenze) Inquartato decussato d'argento e di rosso (citato in (15)) alias Inquartato decussato d'argento e di rosso, al leone attraversante dell'uno all'altro (citato in (15)) (DE) In silber-rot schräggeviertem Feld 1 Löwe in verwechselten Tinkturen (citato in (28)) alias Partito d'argento e di rosso, a due leoni affrontati dell'uno nell'altro (citato in (15)) alias D'azzurro, al leone inquartato decussato d'argento e di rosso (citato in (15)) |
|        | Guidi (Toscana) (DE) In rot-silber schräggeviertem Feld 1 Löwe in verwechselten Tinkturen (citato in (28)) |
|        | Guidi o Guidi Conti (Toscana) (DE) Unter 1 blauen Schildhaupt, darin 1 vierlätziger roter Turnierkragen mit je 1 goldenen Lilie zwischen den Lätzen (Capo d'Angiò), in Blau 1 rotgezungter silber-rot schräggevierter Löwe (citato in (28)) |
|        | Guidi (Carrù) Troncato, al 1° d'azzurro, allo scaglione d'argento, sormontato da una stella d'oro, al 2° di rosso, a tre sbarre di oro Motto: Fortior est virtus (citato in (18)) |
|        | Guidi (Fermo) tronco di albero al naturale su terrazzo di verde su azzurro (citato in LEOM) |
|        | Guidi (Comacchio) lavoriero da pesca (ordigno di canne e rete) nell'acqua al naturale - sole nascente raggiante di oro su azzurro (citato in LEOM) |
|        | Guidi (Nizzardo) Inquartato, al 1° e 4° d'azzurro, al grifone d'argento, tenente un giglio d'oro, al 2° e 3° d'azzurro, a due scaglioni d'oro, accompagnati in capo da due stelle, d'argento (citato in (18)) |
|        | Guidi o Guido (Sicilia) di rosso, al girello di sprone d'oro, di otto punte (citato in Mango) |
|        | Guidi (Siena) (la blasonatura non è stata ancora caricata) (Immagine nella Raccolta stemmi Trippini (JPG).) |
|        | Guidi (Cesena) (la blasonatura non è stata ancora caricata) (citato in BLCW) Immagine in Blasone Cesenate. |
|        | Guidi Bagni (Mantova) (inquartato in croce di S. Andrea d'oro e d'azzurro) (citato in UNFE) Immagine nella Biblioteca Estense Universitaria (id. 3082). |
|        | Guidi Casavecchia (Firenze) D'oro, al toro di rosso, ascendente un monte di sei cime di verde (citato in (15)) |
|        | Guidi e Guidi di Bagno (Ferrara, Mantova) inquartato in croce di S. Andrea d'oro e d'azzurro alias (antica): inquartato in croce di S. Andrea d'argento e di rosso, al leone dell'uno nell'altro Cimiero: drago alato di verde che getta fiamme dalla bocca (citato in (4) – Vol. III pag. 638) |
|        | Guidi di Bagno Titolo: marchesi (inquartato in croce di S. Andrea d'oro e d'azzurro) (citato in UNFE) Immagine nella Biblioteca Estense Universitaria (id. 357). |
|        | Guidi Cerreti (Firenze) Di..., al leone di..., tenente con le branche anteriori un ramoscello di... (citato in (15)) |
|        | Guidiccioni (Lucca) D'oro, alla fascia d'azzurro (citato in (15)) fascia di azzurro su oro (citato in LEOM) (Immagine nella Raccolta stemmi Trippini (JPG).) (d'oro, alla fascia d'azzurro) (Immagine nella Raccolta stemmi Topoguz.) |
|        | Guidicini d'azzurro al pino di verde, fruttato di rosso, posto su di un monte d'oro di tre cime uscente dalla punta, accompagnato in capo da tre gigli d'oro fra quattro pendenti di un lambello di rosso (citato in (4) – Vol. III pag. 641) monte a 3 cime di oro uscente dalla punta cimato da - un albero di pino di verde fruttato di rosso su azzurro - capo d'Angiò cucito (citato in LEOM) |
|        | Guidi di Bagno o Guidi (Roma, Mantova, Ferrara) inquartato in croce di Sant'Andrea d'oro e di azzurro (citato in (2) – pag. 319, in (4) - Vol. III pag. 639 e in DAlena) inquartato in croce di Sant'Andrea di oro e di azzurro (citato in LEOM) Cimiero: un drago di verde ad ali aperte, linguato di rosso |
|        | Guidi di Bagno (Ferrara) leone rampante inquartato in croce di Sant'Andrea di rosso e di argento su inquartato in croce di Sant'Andrea di argento e di rosso (citato in LEOM) |
|        | Guidi Marchesi di Bagno (Cesena) (inquartato in decusse d'oro e d'azzurro) (citato in BLCW) Immagine in Blasone Cesenate. |
|        | Guidinghi (Firenze) Di rosso, alla croce d'oro (citato in (15)) |
|        | Guidini (Pescia) Di..., al drago di... (citato in (15)) |
|        | Guidini (Siena) D'azzurro, alla fascia diminuita d'oro sostenente un uccello posato (colomba) d'argento, e accompagnata in punta da un monte di tre cime dello stesso (citato in (15)) |
|        | Guido (Toscana) (DE) In Rot 1 goldener Stier (citato in (28)) |
|        | Guido (Toscana) (DE) In Silber 3 senkrecht gestellte grünbeblätterte goldene Weizenpflanzen (citato in (28)) |
|        | Guido di Andrea (Siena) Di..., allo scaglione di..., accompagnato in capo da due stelle a sei punte di..., e in punta da un crescente montante di... (citato in (15)) |
|        | Guidobono (Tortona, Torino) Titolo: marchesi di Volpedo; conti di Castellar Guidobono, Monleale, Sciolze; baroni di S. Marzanotto; signori di Balangero, Brignano Curone, Carbonara, Casasco, Frascata, Momperone, Montacuto, Pontecurone, Sarezzano, Viale, Viguzzolo, Volpeglino; consignori di Arquata, Cassano, Tortona D'oro, all'aquila di nero (arma antica) alias Fasciato d'azzurro e d'oro, con il capo del secondo, carico di un'aquila di nero, coronata del campo (citato in (18)) |
|        | Guidobono Cavalchini (Tortona, Castelnuovo Scrivia, Milano) Titolo: nobili fasciato di azzurro e d'oro, colla spezzatura di un palo di rosso, col capo d'oro carico di un'aquila di nero (citato in (4) – Vol. III pag. 642 e in (18)) palo di rosso su - fasciato di azzurro e di oro - aquila di nero su oro in capo (citato in LEOM) |
|        | Guidobono Cavalchini fasciato di azzurro e d'oro, col capo del secondo carico di un'aquila coronata, di nero (citato in (4) – Vol. III pag. 642) |
|        | Guidobono Cavalchini (Tortona, Torino) inquartato: al 1º fasciato di azzurro e d'oro, col capo del secondo carico di un'aquila coronata di nero, ed è per Guidobono Cavalchini; al 2º troncato: nel 1º di rosso a tre ruote d'argento, ed è per Roero; nel 2º d'argento alla fascia di rosso, colla bordura d'azzurro, carica di otto stelle d'argento, ed è per San Severino (citato in (4) – Vol. III pag. 642) Ornamenti: lo scudo accollato all'aquila bicipite imperiale Motto: Soli Deo e Deo dante florebo |
|        | Guidobono Cavalchini Garofoli e Guidobono Cavalchini Garofoli Roerio San Severino (Tortona, Torino, Milano) Titolo: conti di Sciolze; baroni del S.R.I.; signori di Balangero, Carbonara, Revigliasco, Sarezzano, Selva di Brignano, San Giorgio, San Vittore e Giavella, Volpeglino inquartato: al 1º fasciato di azzurro e d'oro, col capo del secondo carico di un'aquila coronata, di nero, ed è per Guidobono Cavalchini; al 2º d'azzurro alla rotella d'oro, fiammeggiante, carica di un'aquila coronata, di nero, ed è per Garofoli; al 3º di rosso a tre ruote d'argento, ed è per Roero; al 4º d'argento alla fascia di rosso, colla bordatura d'azzurro, carica di otto stelle d'argento, ed è per San Severino (citato in (4) – Vol. III pag. 642 e in (18)) fasciato di azzurro e di oro - aquila coronata di nero su oro in capo - aquila coronata di nero su rotella di oro infiammata dello stesso su azzurro - 3 ruote di argento poste 2,1 su rosso - fascia di rosso su argento - con bordura di azzurro caricata di 8 stelle (5 raggi) di argento (citato in LEOM) Ornamenti: lo scudo accollato all'aquila bicipite imperiale Motto: Soli Deo e Deo dante florebo |
|        | Guidobono Cavalchini Roero di San Severino (Tortona, Torino) partito: al 1º fasciato di azzurro e d'oro, col capo del secondo carico di un'aquila coronata, di nero, ed è per Guidobono Cavalchini; al 2º troncato: nel 1ºdi rosso a tre ruote d'argento, ed è per Roero; nel 2 d'argento alla fascia di rosso, colla bordura d'azzurro, carica di otto stelle d'argento, ed è per San Severino Ornamenti: lo scudo accollato all'aquila bicipite imperiale Motto: Soli Deo e Deo dante florebo (citato in (4) – Vol. III pag. 642) |
|        | Guidobono Visconti (Tortona) Partito di Guidobono e di Visconti (citato in (18)) |
|        | Guidoni (Firenze) D'azzurro, alla scala di tre pioli d'argento alias D'azzurro, alla scala di quattro pioli d'argento (citato in (15)) |
|        | Guidoni (Firenze) D'azzurro, al leone d'oro, tenente nelle branche anteriori un libro chiuso di rosso, e nelle branche posteriori un bastone (da pellegrino) di... (citato in (15)) |
|        | Guidoni (Pistoia) Di verde, a due fasce d'oro bordate di rosso (citato in (15)) |
|        | Guidoni (Pistoia) D'azzurro, alla banda increspata di rosso, accompagnato da due stelle a otto punte d'oro, 1.1 alias D'azzurro, al filetto increspato in banda di rosso, accompagnato da due stelle a otto punte d'oro, 1.1 alias D'argento, alla banda increspata di rosso, accompagnato da due stelle a otto punte d'oro, 1.1 alias D'argento, al filetto increspato in banda di rosso, accompagnato da due stelle a otto punte d'oro, 1.1 (citato in (15)) |
|        | Guidori (Cesena) (la blasonatura non è stata ancora caricata) (citato in BLCW) Immagine in Blasone Cesenate. |
|        | Guidotti (Bologna, Messina) d'azzurro, a sei stelle (6) d'oro, 3, 2, 1; al capo d'Angiò Cimiero: un bufalo al naturale, anellato d'argento (citato in (11) – pag. 420 e in Mango) |
|        | Guidotti (Modena) d'azzurro, alla fascia di rosso, cucita, accompagnata in capo da tre gigli ordinati in fascia ed in punta da sei stelle (6) poste 3, 2, 1, il tutto d'oro (citato in (4) – Vol. III pag. 645) fascia di rosso su azzurro - 3 gigli di oro posti in fascia in alto su azzurro - 6 stelle (6 raggi) di oro poste in piramide rovesciata su azzurro in basso (citato in LEOM) |
|        | Guidotti (Siena) D'azzurro, alla lettera maiuscola A d'oro, accompagnata da tre stelle a otto punte dello stesso, 2.1 (citato in (15)) |
|        | Guidotti (Siena) Di..., a due penne decussate di..., accompagnate da due rose di..., l'una in capo e l'altra in punta (citato in (15)) |
|        | Guidotti (Pistoia) Di vaio, al capo di rosso caricato di un leone leopardito d'oro alias Losangato d'argento e d'azzurro, al capo di rosso caricato di un leone leopardito d'oro (citato in (15)) |
|        | Guidotti (Lucca) Troncato: nel 1° d'oro, al leone leopardito d'azzurro; nel 2° d'argento, a tre pali d'azzurro alias D'argento, a tre pali d'azzurro; con il capo d'oro caricato del leone leopardito d'azzurro (citato in (15)) |
|        | Guidotti (Firenze) D'oro, al cervo saliente di rosso (citato in (15)) |
|        | Guidotti (Toscana) (DE) 1 Hirsch (citato in (28)) |
|        | Guidotti (Firenze) Inquartato decussato: nel 1° e 4° d'argento, al crescente volto in banda di rosso; nel 2° e 3° fasciato ondato d'azzurro e d'oro alias Inquartato decussato: nel 1° e 4° d'argento, al crescente montante di rosso; nel 2° e 3° fasciato ondato d'azzurro e d'oro alias Inquartato decussato: nel 1° e 4° d'argento, al crescente volto in banda di rosso; nel 2° e 3° fasciato ondato d'azzurro e d'oro; con il capo di rosso caricato di un leopardo d'oro posto in mezzo a tre gigli dello stesso, 1.2 alias Inquartato decussato: nel 1° e 4° d'argento, al crescente montante di rosso; nel 2° e 3° fasciato ondato d'azzurro e d'oro; con il capo di rosso caricato di un leopardo d'oro posto in mezzo a tre gigli dello stesso, 1.2 alias Inquartato: nel 1° e 4° di..., al crescente volto in banda di...; nel 2° e 3° fasciato ondato di... e di... alias Fasciato ondato di... e di..., al crescente volto in banda e attraversante di... (citato in (15)) |
|        | Guidotti (Bologna) (la blasonatura non è stata ancora caricata) (Immagine nella Raccolta stemmi Trippini (JPG).) |
|        | Guidotti (Fiesole) (DE) Silber-gold schräggeviert: In den silbernen Plätzen je 1 zunehmender roter Halbmond, in den goldenen Plätzen je 3 blaue Wellenbalken (citato in (28)) |
|        | Guidotti (Firenze) Leone leopardito (citato in DAlena) |
|        | Guidotti (Bologna, Bari, Rutigliano, Valenzano) d'azzurro a 6 stelle d'oro poste 3, 2, 1 accompagnate nel capo da tre gigli del medesimo divisi da un rastrello a quattro pendenti di rosso (col capo d'Angiò) (citato in (30)) Cimiero: un bufalo al naturale anellato d'argento |
|        | Guidotti (Venezia) (FR) D'azur, à l'aigle de sable, becquée, membrée et couronnée d'or. Casque couronné. Cimier: l'aigle, issante. Lambrequin: d'or et de sable. Ou: D'azur, à l'aigle d'argent, becquée, membrée et couronnée d'or. Casque couronné. Cimier: l'aigle, issante. Lambrequin: d'argent et d'azur. (citato in http://www.euraldic.com/lasu/bl/bl_g_ui.html) |
|        | Guidotti da Castelfranco di Sopra (Firenze) Di..., a due martelli decussati di..., accompagnati in capo da un crescente montante di..., e in punta da un'incudine di... (citato in (15)) |
|        | Guidotti di Mugello (Firenze) Inquartato decussato: nel 1° e 4° d'argento, al crescente montante di rosso; nel 2° e 3° fasciato ondato d'azzurro e d'oro (citato in (15)) |
|        | Guidotti Magnani d'azzurro a sei stelle d'oro poste 3, 2 e 1; col capo d'azzurro a tre gigli d'oro fra i quattro pendenti di un lambello di rosso (citato in (4) – Vol. III pag. 645) 6 stelle (5 raggi) di oro poste in piramide rovesciata su azzurro - capo d'Angiò (citato in LEOM) |
|        | Guidotti Menchini (Pistoia) (DE) Unter 1 roten Schildhaupt, darin 1 schreitender goldener Löwe, in blau-silbernem Gegenfeh 3 silberne Balken (citato in (28)) |
|        | Guidozzi (Castelfranco Veneto) Istrice (citato in DAlena) |
|        | Guiducci (Arezzo) partito: nel primo di vaio di argento su rosso; nel secondo scaccato di argento e di rosso; sul tutto d'azzurro al giglio sbocciato di oro (citato in (4) – Vol. III pag. 646) giglio fiorito di oro su scudetto di azzurro su - partito di - vajato di rosso e di argento - e di scaccato di argento e di rosso (citato in LEOM) |
|        | Guiducci o Guiducci da Mana o Guiducci da Mana del Lion Nero (Firenze) partito: nel primo, vaiato di argento su azzurro; nel secondo, scaccato di rosso e di oro; sul tutto in cuore, d'argento al giglio di rosso (citato in (4) – Vol. III pag. 647) giglio di rosso su scudetto di argento su - partito di vajo e di - scaccato di rosso e di oro (citato in LEOM) (DE) Gespalten: Rechts silber-blauer Pfahlfeh, links gold-rot geschacht, das Ganze in der Herzstelle überdeckt von 1 mit 1 roten Lilie belegten silbernen Schild (citato in (28)) |
|        | Guiducci (Massa, Pisa, Firenze) Partito: nel 1° di vaio; nel 2° scaccato di rosso e d'oro; allo scudetto attraversante di Firenze (citato in (15)) |
|        | Guiducci (Montevarchi, Firenze) D'argento, alla gemella in banda d'azzurro, accompagnata in capo da una fiamma di rosso (citato in (15)) |
|        | Guiducci (Firenze) D'argento, a tre rose di rosso, 2.1 (citato in (15)) (DE) 3 Rosen, 2:1 gestellt (citato in (28)) |
|        | Guiducci (Firenze) Partito: nel 1° di vaio; nel 2° scaccato di rosso e d'oro alias Partito: nel 1° di vaio; nel 2° scaccato di rosso e d'oro, allo scudetto attraversante d'azzurro caricato di un giglio d'oro (citato in (15)) |
|        | Guiducci (Arezzo) Partito: nel 1° vaiato d'argento e di rosso; nel 2° scaccato dei due smalti; sul tutto d'azzurro, al giglio d'oro (citato in (15)) |
|        | Guiducci (Toscana) (DE) In Gold 2 blaue Schrägbalken, in der Ortstelle begleitet von 1 roten Feuer (citato in (28)) |
|        | Guiducci da Spicchio (Firenze) Fasciato di sei pezzi d'argento e di rosso; e al capo d'azzurro caricato di un bulbo di aglio d'argento, accompagnato da tre stelle a otto punte d'oro, 1.2 (citato in (15)) |

### Guig
| Stemma | Casato e blasonatura |
| ------ | --- |
|        | Guiglia (Saorgio, Nizza) Titolo: conti Di rosso, a tre bande d'argento, con il capo d'oro, carico di un'aquila di nero, tenente con gli artigli un ramo di palma, di verde alias Di rosso, a tre sbarre d'argento, con il capo d'oro, carico di un'aquila di nero, tenente con gli artigli un ramo di palma, di verde (citato in (18)) |
|        | Guigliadori (Firenze) Di rosso, al leone d'oro (citato in (15)) |
|        | Guigliadori (Firenze) Di rosso, a sei palle d'argento ordinate in cinta alias Di rosso, a sei palle d'argento 3.2.1 (citato in (15)) |
|        | Guiglianti (Prato) Losangato di... e di..., ogni losanga dell'uno caricata di una croce di sant'Andrea scorciata dell'altro (citato in (15)) |
|        | Guiglionda o Ghiglionda (Nizza) Titolo: conti di Borgo S. Agata D'azzurro, a due fasce d'argento ondate, sormontate da una stella, d'oro (citato in (18)) |
|        | Guigliotti (Nizza, Saorgio) Titolo: conti di Gorbio D'argento, all'aquila di nero (citato in (18)) |
|        | Guigono o Guigonis o Guigo (Nizzardo) Titolo: signori di Malaussena, Revest, Todone; consignori di Cainea Troncato, d'oro, all'aquila di nero, e d'azzurro, a tre lettere Lambda maiuscole, d'oro, ordinate in fascia (citato in (18))                                                                                                 |
|        | Guigues o Guigo (Grasse, Nizzardo) Di verde, alla torre d'argento (citato in (18)) |

### Guil
| Stemma | Casato e blasonatura |
| ------ | --- |
|        | Guilizzoni (Cerro, Milano) Titolo: conti di Monticello D'argento, a tre scaglioni di rosso, con il capo d'oro, cucito, carico di un'aquila bicipite, di nero, coronata del campo (citato in (18)) |
|        | Guillet (Savoia, Roma, Irlanda) Titolo: baroni D'azzurro, a tre ermellini d'argento, passanti, uno sull'altro Motto: Fides et fidelitas alias D'azzurro, a tre facce di leopardo d'oro, coronate d'argento alias D'azzurro, a tre facce di leopardo d'oro, coronate di verde alias D'azzurro, a tre facce di leopardo coronate, d'argento (citato in (18))                                                                               |
|        | Guilliccioni (Prato, Firenze) Inquartato decussato d'argento e d'azzurro alias Inquartato decussato d'argento e d'azzurro, al capo cucito d'Angiò (citato in (15)) |
|        | Guillichini (Arezzo) troncato: nel primo di oro all'aquila di nero coronata di oro uscente da una fascia di nero; al secondo d'oro a tre bande di nero (citato in (4) – Vol. III pag. 647) fascia di nero su oro - aquila di nero nascente dalla fascia coronata di oro su oro - 3 bande di nero su oro (citato in LEOM) |
|        | Guillichini (Arezzo) Troncato: nel 1° d'oro, all'aquila dal volo abbassato di nero, posata sulla troncatura e talvolta coronata del campo; nel 2° pure d'oro, a tre bande di nero alias Troncato: nel 1° d'oro, all'aquila dal volo abbassato di nero, posata sulla troncatura e talvolta coronata del campo; nel 2° pure d'oro, a tre bande di nero, al filetto in fascia di nero, passato sulla troncatura (citato in (15))            |
|        | Guilliers (Savoia) Titolo: marchesi di Vernante D'azzurro, alla guglia d'argento, sostenuta da due leoncini affrontati, d'oro, la guglia sormontata da una stella, pure d'oro alias D'azzurro, alla guglia d'argento, sostenuta da un'ara gradinata di pietra, affiancata da due leoni d'oro, affrontati (citato in (18)) |
|        | Guilliet o Guilleti (Morgex) Di verde, a tre guglie d'argento, una accanto all'altra, con il capo d'azzurro, cucito, carico di un mondo d'oro, cerchiato e crociato di rosso alias Di nero, a tre guglie d'argento, una accanto all'altra, con il capo d'azzurro, cucito, carico di un mondo d'oro, cerchiato e crociato di rosso (citato in (18))                                                                                       |
|        | Guillot (Alghero) di azzurro al putto a cavalcioni di un delfino nuotante nel mare, esso putto tenente, colla destra, alzata, un dardo di ferro e colla sinistra, abbassata, un corno marino, il tutto al naturale (citato in (4) - Vol. III pag. 648) bambino (putto) con la destra in alto afferrante una freccia posta in sbarra punta in alto a cavallo di un delfino natante sul mare tutto al naturale su azzurro (citato in LEOM) |
|        | Guillot (Alghero, Sassari, Nola, Roma) D'azzurro al putto a cavalcioni di un delfino nuotante nel mare ondato, esso putto tenente, con la destra alzata un dardo d'argento e con la sinistra abbassata un corno marino (conchiglia), il tutto al naturale (citato in DAlena) |

### Guin
| Stemma | Casato e blasonatura |
| ------ | --- |
|        | Guinacci (Cesena) (la blasonatura non è stata ancora caricata) (citato in BLCW) Immagine in Blasone Cesenate. |
|        | Guindazzi (Molise) (la blasonatura non è stata ancora caricata) (citato in DAlena) |
|        | Guindazzo (Napoletano) (la blasonatura non è stata ancora caricata) (citato in (24)) |
|        | Guindazzo di rosso, alla banda d'argento, caricata di tre aquilotti di nero, uno sopra l'altro nel senso della banda, e alla filiera spinata dello stesso (una spinatura dello stesso intorno allo scudo) (citato in (6) – pag. 164) |
|        | Guineldi (Firenze) D'argento, al liocorno inalberato di rosso (citato in (15)) |
|        | Guineldi (Firenze) D'azzurro, al leone d'oro, lampassato e armato di rosso (citato in (15)) |
|        | Guinigi (Lucca) di rosso, alla croce d'argento, caricata di 18 ferri di lancia d'azzurro, 10 in palo, 8 in fascia (citato in (6) – pag. 128) (Immagine nella Raccolta stemmi Trippini (JPG).) |
|        | Guinigi (Lucca) Di rosso, alla croce di vaio (citato in (15)) |
|        | Guinigi Magrini (Lucca, Firenze) partito: al 1º di rosso alla croce d'argento caricata di 18 ferri di lancia d'azzurro; al 2º d'oro alla fascia di rosso, accompagnata in capo e in punta da due branche di leone del secondo (citato in (4) – Vol. III pag. 648) 18 ferri di lancia di azzurro posti 10 a coppia in palo sui bracci verticali e 8 in fascia su quelli orizzontali su croce di argento su rosso - fascia di rosso su oro accompagnata da - 2 zampe di leone di rosso poste in palo su oro (citato in LEOM) Cimiero: leone uscente linguato di rosso |
|        | Guinigi Magrini (Lucca) Partito: nel 1° di rosso, alla croce di vaio; nel 2° d'oro, alla fascia di rosso, accompagnata da due branche di leone dello stesso, poste in banda, 1.1 (citato in (15)) |
|        | Guinigi Rustici (Lucca) Partito: nel 1° di rosso, alla croce di vaio; nel 2° d'azzurro, allo scaglionetto scorciato e potenziato al vertice d'oro, accompagnato da tre stelle a otto punte dello stesso, 2.1 (citato in (15)) |

### Guir
| Stemma | Casato e blasonatura |
| ------ | --- |
|        | Guiraldi (Sardegna) (la blasonatura non è stata ancora caricata) (citato in DAlena) |
|        | Guiramandi (Barcellonetta) Inquartato, al 1° e 4° d'oro, al falcone di nero, legato e sonagliato di rosso, al 2° e 3° di rosso, a tre pali d'oro, con la cotissa di nero in banda, attraversante (citato in (18)) |
|        | Guirisi (Samigheo) d'argento al rosaio fogliato e fiorito e nudrito su una zolla, il tutto al naturale (citato in (4) – Vol. III pag. 649) pianta di rosa fiorita di 5 pezzi di rosso stelata e fogliata di verde su ristretto al naturale uscente dalla punta su argento (citato in LEOM) Cimiero:elmo da nobile ornato dei lambrecchini degli smalti dello scudo |

### Guis
| Stemma | Casato e blasonatura |
| ------ | --- |
|        | Guiscardi o Viscardi o Viscardo (Vercelli, Bianzè, Casale) Titolo: marchesi del Cerro; signori di Conzano, Vische; consignori di Monteu da Po, Terruggia, Villanova Inquartato, al 1º e 4º troncato di rosso e d'argento, al leone dell'uno nell'altro; al 2º e 3º bandato di rosso e d'argento alias Troncato di rosso e d'argento, al leone dell'uno nell'altro (citato in (18))                                 |
|        | Guiscardi o Viscardi (Tortona) Titolo: signori di Boca, Pernate Troncato di rosso e d'argento, al leone dell'uno nell'altro, con il capo d'oro, carico di un'aquila coronata, di nero (citato in (18)) |
|        | Guiso (Orosei, Nuoro, Monastir, Siena, Roma) di rosso alla torre d'argento merlata di sette pezzi, aperta e finestrata di nero, posta sulla campagna al naturale, sormontata da un grifo d'oro (citato in (4) – Vol. III pag. 649 e in DAlena) torre merlata di 7 pezzi alla guelfa aperta e finestrata di nero su terrazzo tutto al naturale su rosso cimata da - grifo rampante di oro su rosso (citato in LEOM) |

### Guit
| Stemma | Casato e blasonatura |
| ------ | --- |
|        | Guittomanni (Firenze) Inquartato: nel 1° d'azzurro, al leone d'oro, lampassato e armato di rosso; nel 2° fasciato di quattro pezzi d'argento e di rosso; nel 3° fasciato di quattro pezzi di rosso e d'argento; nel 4° d'oro, al leone d'azzurro, lampassato e armato di rosso (citato in (15)) |

### Guiz
| Stemma | Casato e blasonatura                                                                            |
| ------ | ----------------------------------------------------------------------------------------------- |
|        | Guizzelmi (Prato) Di rosso, a tre elmi chiusi, posti in profilo d'argento, 2.1 (citato in (15)) |
|        | Guizzone (Molfetta) d'argento, al leone di rosso, col capo di Angiò (citato in )                |

### Gul
| Stemma | Casato e blasonatura |
| ------ | --- |
|        | Gulfi o Gulfis o De Gulfis (Siracusa) Titolo: barone della Gisira, Morbano d'azzurro, al ponte d'oro (citato in Mango) alias (d'azzurro, al veliero di tre alberi d'argento, navigante su un mare d'argento mareggiato del campo) (citato in Mango) d'azzurro, con la nave d'oro a vèle spiegate, solcante un mare di argento (citato in (25)) Corona di barone Notizie storiche in Famiglie nobili di Sicilia. |
|        | Gulinelli (Ferrara) di rosso, alla guglia d'argento, terrazzata di verde, sinistrata da un leone d'oro; il tutto attraversato da una fascia d'argento (citato in (4) – Vol. III pag. 650) fascia di argento su - guglia dello stesso uscente da terrazzo di verde affiancata da - un leone rampante di oro su rosso (citato in LEOM)                                                                            |

### Gum
| Stemma | Casato e blasonatura                                                                                            |
| ------ | --- |
|        | Gumani' (Venezia) (FR) Échiqueté de sable et d'argent. (citato in http://www.euraldic.com/lasu/bl/bl_g_um.html) |

### Gun
| Stemma | Casato e blasonatura |
| ------ | --- |
|        | Gunigi (Venezia) di rosso, alla croce d'argento caricata, nel palo verticale, da 14 punte di lancia di nero, in due pali da 7, e nei bracci orizzontali da 8 punte di lancia dello stesso, poste in due fasce da 4, affrontate O di rosso, alla croce d'argento caricata, nel palo verticale, da 14 punte di lancia di nero, in due pali da 7, e nei bracci orizzontali da 8 punte di lancia dello stesso, poste in due fasce da 4, addossate (citato in Cognomix.) |
|        | Gunterio (Molise) (la blasonatura non è stata ancora caricata) (citato in DAlena) |

### Guo
| Stemma | Casato e blasonatura |
| ------ | --- |
|        | Guoro o Guori (Venezia) (FR) Coupé d'azur sur or, à un renard (dolce) rampant de l'un en l'autre. (citato in http://www.euraldic.com/lasu/bl/bl_g_uo.html) (citato in Biblioteca Estense ID 6944.) |

### Gur
| Stemma | Casato e blasonatura |
| ------ | --- |
|        | Gurgo o Del Gorgo (Napoli) Titolo: duca di Castelmenardo, patrizio di Salerno partito d'argento e d'azzurro al cervo al naturale rampante posto sulla partizione (citato in (4) – Vol. III pag. 650 e in (19)) Partito d'argento e d'azzurro al cervo d'oro saliente (citato in DAlena) cervo rampante al naturale su partito di argento e di azzurro (citato in LEOM) alias d'azzurro al cervo d'oro saliente (citato in DAlena) |
|        | Gurioli (Cesena) (la blasonatura non è stata ancora caricata) (citato in BLCW) Immagine in Blasone Cesenate. |
|        | Gurolini (Cesena) (la blasonatura non è stata ancora caricata) (citato in BLCW) Immagine in Blasone Cesenate. |
|        | Gurulli (Fermo) Gallo (citato in DAlena) |

### Gus
| Stemma | Casato e blasonatura |
| ------ | --- |
|        | Gusberti o Gusperti (Cremona) d'argento a due leoni affrontati controrampanti di rosso contro un palo doppiomerlato d'oro (citato in BLCR) Immagine in Blasonario Cremonese (archiviato dall'url originale il 5 marzo 2017). |
|        | Gusci (Pescia) Di rosso, allo scaglione d'argento, accompagnato da tre bisanti d'oro, 2.1 (citato in (15)) (DE) In Rot 1 erniedrigter silberner Sparren, begleitet oben von 2, unten von 1 goldenen Scheibe (citato in (28)) alias Di rosso, allo scaglione d'argento, accompagnato da tre palle d'oro, 2.1 (citato in (15)) alias Di rosso, allo scaglione d'argento, accompagnato da tre conchiglie d'oro, 2.1 (citato in (15)) alias Troncato: nel 1° d'oro, all'aquila dal volo abbassato di nero, coronata del campo; nel 2° d'azzurro, a due fasce increspate di rosso; con la fascia vaiata di rosso e d'argento passata sulla troncatura (citato in (15)) |
|        | Gusmandi (Molise) (la blasonatura non è stata ancora caricata) (citato in DAlena) |
|        | Gusmani d'argento, a due caldaie scaccate di rosso e d'oro, di quattro file, bordate e manicate dello stesso, poste l'una sopra l'altra (citato in (6) – pag. 115) |
|        | Gusmani (Cesena) (la blasonatura non è stata ancora caricata) (citato in BLCW) Immagine in Blasone Cesenate. |
|        | Gussio o Guzzo o Euxo (Sicilia) Titolo: barone di Mancipa, Butemo troncato, d'azzurro e di verde, con la fascia in divisa d'oro; al 1° l'aquila spiegata d'oro; al 2° un cane d'oro, tra due pini dello stesso (citato in Mango) diviso; nel 1° d'azzurro, con un'aquila spiegata d'oro; nel 2° di verde, con un cane accompagnato da due alberi di pino, ed una fascia attraversante sul diviso, il tutto d'oro (citato in (25)) Corona di barone Notizie storiche in Famiglie nobili di Sicilia. |
|        | Gussoni (Venezia) N.U.N.D. in campo d'argento al leone vermiglio rampante, in capo a tre gigli d'oro di Francia in campo azzurro (citato in (13)) |
|        | Gussoni (Venezia) (FR) D'argent, au lion de gueules. Ou: Écartelé, d'azur à trois fleurs-de-lys d'or, rangées en fasce, et d'argent au lion de gueules. Au chef de gueules, brochant sur l'écartelé et ch. de trois lions rampants d'or, et à la champagne de gueules, ch. d'un lion léopardé d'or, tenant de sa patte dextre une épée d'argent, garnie d'or, et de sa senestre un faisceau de trois bâtons de sable. (citato in http://www.euraldic.com/lasu/bl/bl_g_us.html) |
|        | Gustarelli (Messina) d'azzurro, alla croce patriarcale d'oro, sostenuta da due leoni controrampanti del medesimo, piantata sovra una zolla al naturale, movente dalla punta (citato in Mango) D'azzurro, colla croce del Calvario a doppia traversa d'oro, sostenuta da due leoni contra rampanti del medesimo, piantata sovra una zolla al naturale, movente dalla punta (citato in (25)) Notizie storiche in Famiglie nobili di Sicilia. |
|        | Gustiniani o Giustiniani (Ovada) D'azzurro, alla torre di rosso, merlata di tre pezzi, aperta del campo e fondata sulla campagna di verde; col capo d'oro, caricato di un'aquila d'argento, coronata del campo, nascente dalla linea di partizione (citato in (31)) |

### Gut
| Stemma | Casato e blasonatura |
| ------ | --- |
|        | Gutierrez (Ittiri, Sassari, Bonorva, Macomer, Bortigali, Milano, Cagliari, Roma) d'oro al castello al naturale sormontato da 2 spade, tenute da una mano, in croce di Sant'Andrea Cimiero: elmo da nobile ornato dei lambrecchini dello scudo (citato in (4) – Vol. III pag. 651) D'oro al castello al naturale sormontato da due spade tenute da una mano, di carnagione, in croce di Sant'Andrea (citato in DAlena) castello a 2 torri al naturale sormontato da - mano destra recisa di carnagione afferrante 2 spade incrociate punte in alto di argento tutto su oro (citato in LEOM) |
|        | Guttadauro (Catania) Titolo: barone di Reburdone, Pedagaggi; principe di Emmanuele d'azzurro, a tre fasce d'oro, gocciate inferiormente di sei pezzi dello stesso, tre gocce cadenti dalla prima fascia, due dalla seconda e una dalla terza (citato in Mango) 3 fasce di oro su azzurro - dalle quali scendono 6 gocce poste 3,2,1 di oro (citato in LEOM) alias d'azzurro, a tre sbarre d'oro, gocciate inferiormente di tre torte dello stesso, ordinate in banda e poste sulla sinistra da ciascuna sbarra (citato in Mango) alias d'azzurro, con tre sbarre d'oro accompagnate da tre palle dello stesso (citato in (25)) Corona di principe Notizie storiche in Famiglie nobili di Sicilia. |
|        | Guttuari (Asti) Titolo: conti di Belvedere di Nizza; signori di Belveglio, Castiglione Tinella, Cisterna, Corsione, Corticelle, Masio e Redabue, Neviglie, Quattordio, Refrancore; consignori di Agliano, Cellarengo D'argento, all'aquila di nero (citato in (18)) (Immagine nella Raccolta stemmi Trippini (JPG).) Motto: J'envye estre aymé |

### Guy
| Stemma | Casato e blasonatura |
| ------ | --- |
|        | Guynemer (San Miniato) D'azzurro, all'ancora di due bracci al naturale, accompagnata in punta dal mare dello stesso; e al capo di rosso, caricato di tre api montanti d'oro (citato in (15)) |

### Guz
| Stemma | Casato e blasonatura |
| ------ | --- |
|        | Guzman (Napoletano) Titolo: principe di Stigliano, duca di Medina de las Torres, Sabbioneta, conte di Olivares inquartato in croce di sant'Andrea; nel I e IV di azzurro, due caldaie a scacchi d'oro e rossi, con manici composti d'oro e rossi e cinque serpenti verdi con lingue rosse, moventi da ciascuna delle caldaie; nel II e III d'argento, cinque moscature d'ermellino nere; bordura: composta rossa e d'argento; ciascuno scacco rosso caricato da un castello d'oro con tre torricelle (Regno di Castiglia); ciascuno scacco d'argento caricato da un leone rosso (Regno di Leon) (citato in (24)) Notizie storiche in Nobili napoletani. |
|        | Guzzardi (Augusta, Catania, Lentini, Adernò) Titolo: signore di Pietrabianca; nobile dei baroni di Pulichi; barone di Pulichi d'argento, al pino nodrido su tre monti di verde, sostenente un'aquila di nero, fissante un sole di rosso orizzontale destro; l'albero addestrato, da tre rosai al naturale, nodriti sul monte, sormontato da quattro corone d'oro all'antica, 2 e 2, sinistrato da un leoncino coronato tenente una spada, il tutto d'oro, con un braccio vestito di rosso, uscente a destra dal tronco e tenente con la mano di carnagione una face accesa al naturale (citato in (4) – Vol. III pag. 651, in Mango e in (25)) albero di pino al naturale nodrito sul centrale di 3 monti uscenti dalla punta di verde su argento - cimato da una aquila di nero - avambraccio destro uscente dal pino vestito di rosso afferrante con la mano di carnagione una candela accesa al naturasle - sole di rosso uscente dal canton sinistro del capo - 4 corone poste in doppio palo su l'aquila - 3 rose di rosso stelate e fogliate di verde sul monte di sinistra - leone rampante coronato di oro tenente nelle zampe anteriori una spada punta in alto di argento sul monte di destra tutto su argento (citato in LEOM) Notizie storiche in Famiglie nobili di Sicilia. |
|        | Guzzolino (Napoli, Cosenza, Cervicati) di azzurro alla colomba di argento volante su tre monti, ed accompagnata nel capo da tre stelle del medesimo (citato in (4) – Vol. III pag. 652) colomba in volo di argento su azzurro - 3 monti al naturale di oro uscenti dalla punta - 3 stelle (5 raggi) poste in fascia di oro in alto su azzurro (citato in LEOM) |
|        | Guzzoni (Trevi) (la blasonatura non è stata ancora caricata) Notizie storiche nel sito della Associazione Pro Trevi. |
|        | Guzzoni degli Ancarani (Roma, Livorno) troncato: al 1º di rosso al leone d'oro illeopardito posante sulla partizione; al 2º d'azzurro a tre bande d'argento (citato in (4) – Vol. III pag. 653) leone passante sulla troncatura di oro su rosso - 3 bande di argento su azzurro (citato in LEOM) |